# Heimbach (Eifel)
Heimbach település Németországban, azon belül Észak-Rajna-Vesztfália tartományban. Lakosainak száma 4349 fő (2023. december 31.). Heimbach Nideggen, Zülpich, Mechernich, Schleiden és Simmerath községekkel határos.

## Népesség
A település népességének változása:
| Lakosok száma | 4675 | 4397 | 4335 | 4322 | 4366 | 4319 | 4333 | 4262 | 4365 | 4349 |
|               | 1975 | 2011 | 2013 | 2014 | 2015 | 2017 | 2019 | 2021 | 2022 | 2023 |

## Képgaléria

Heimbach
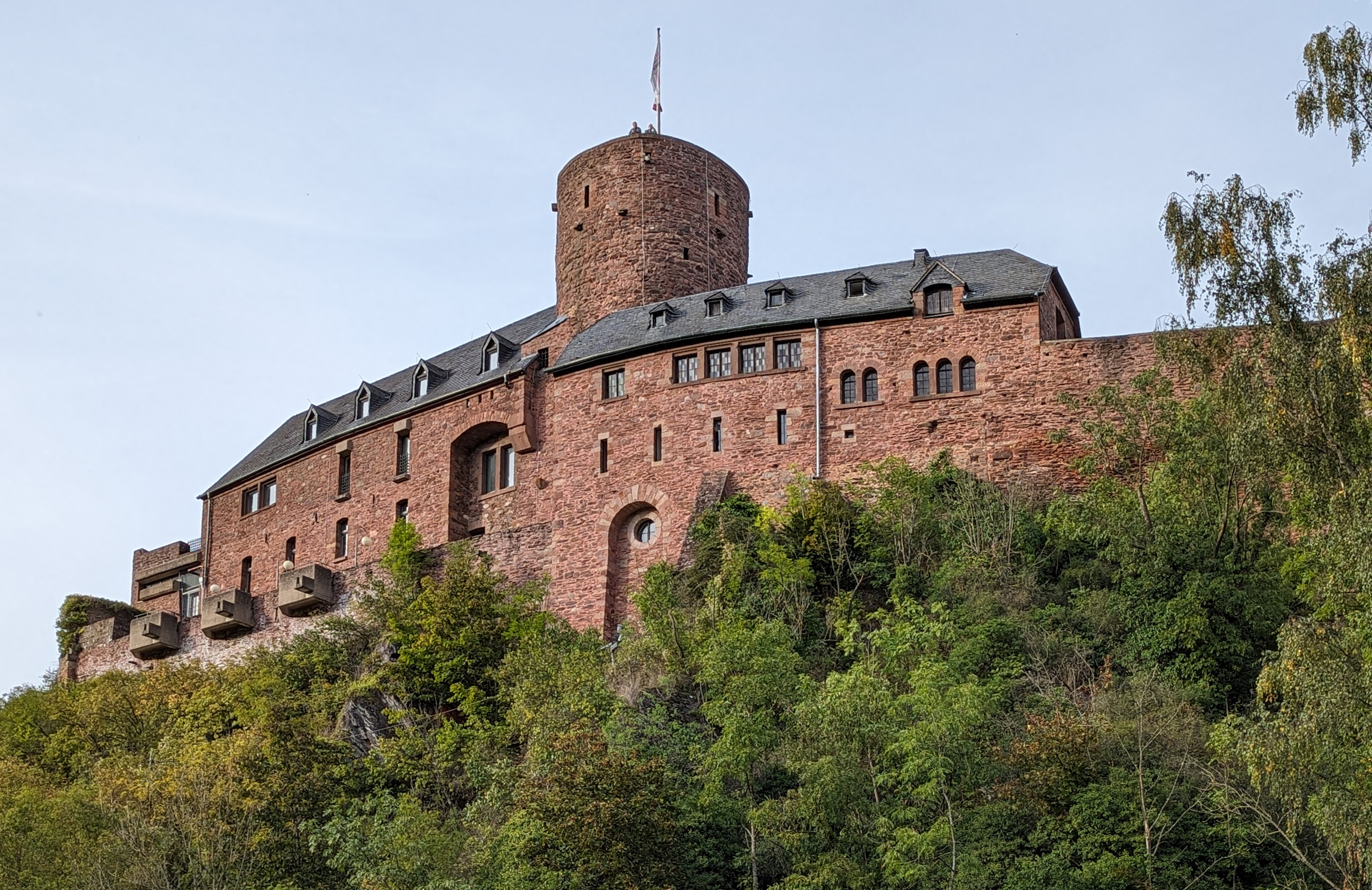
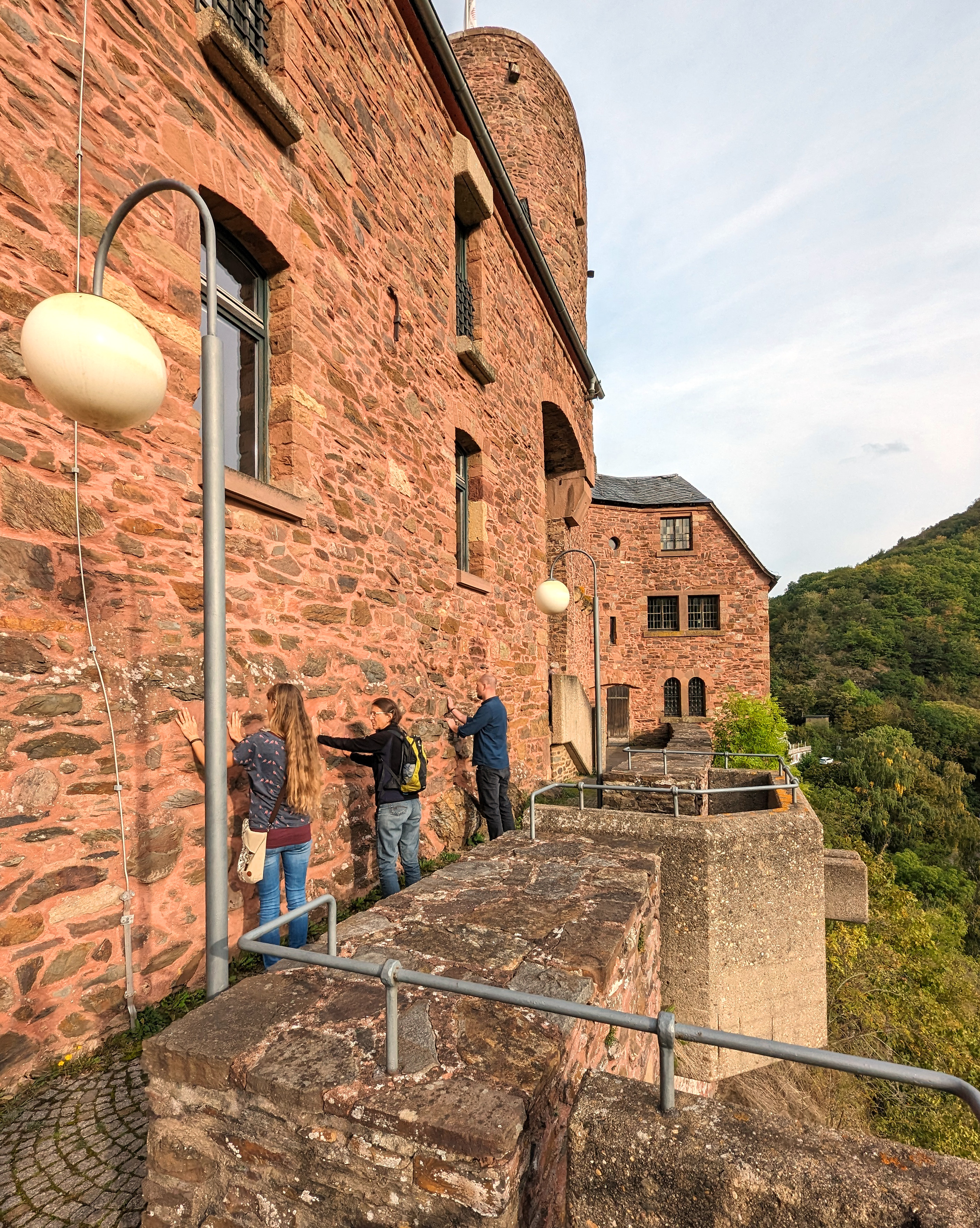
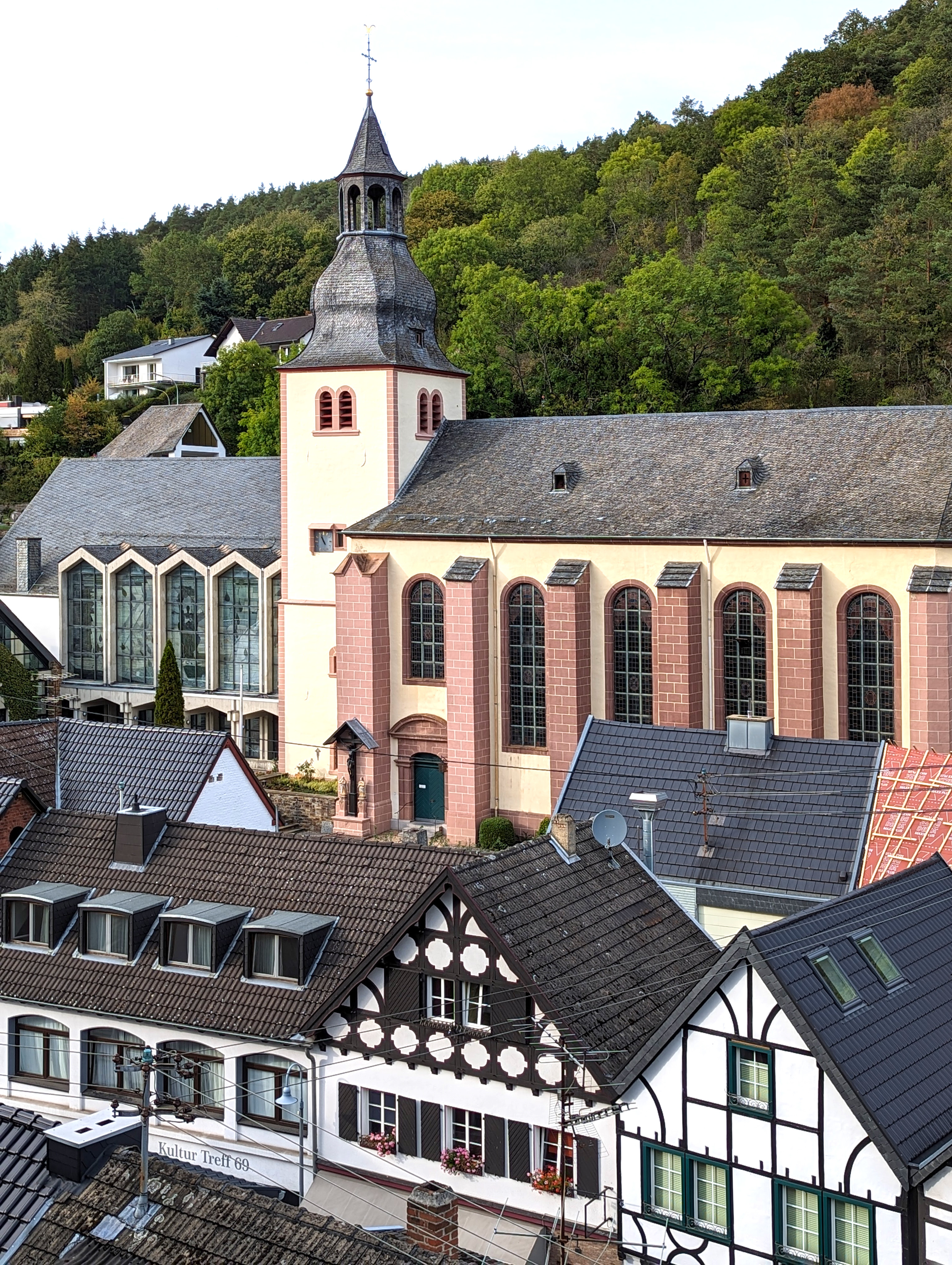
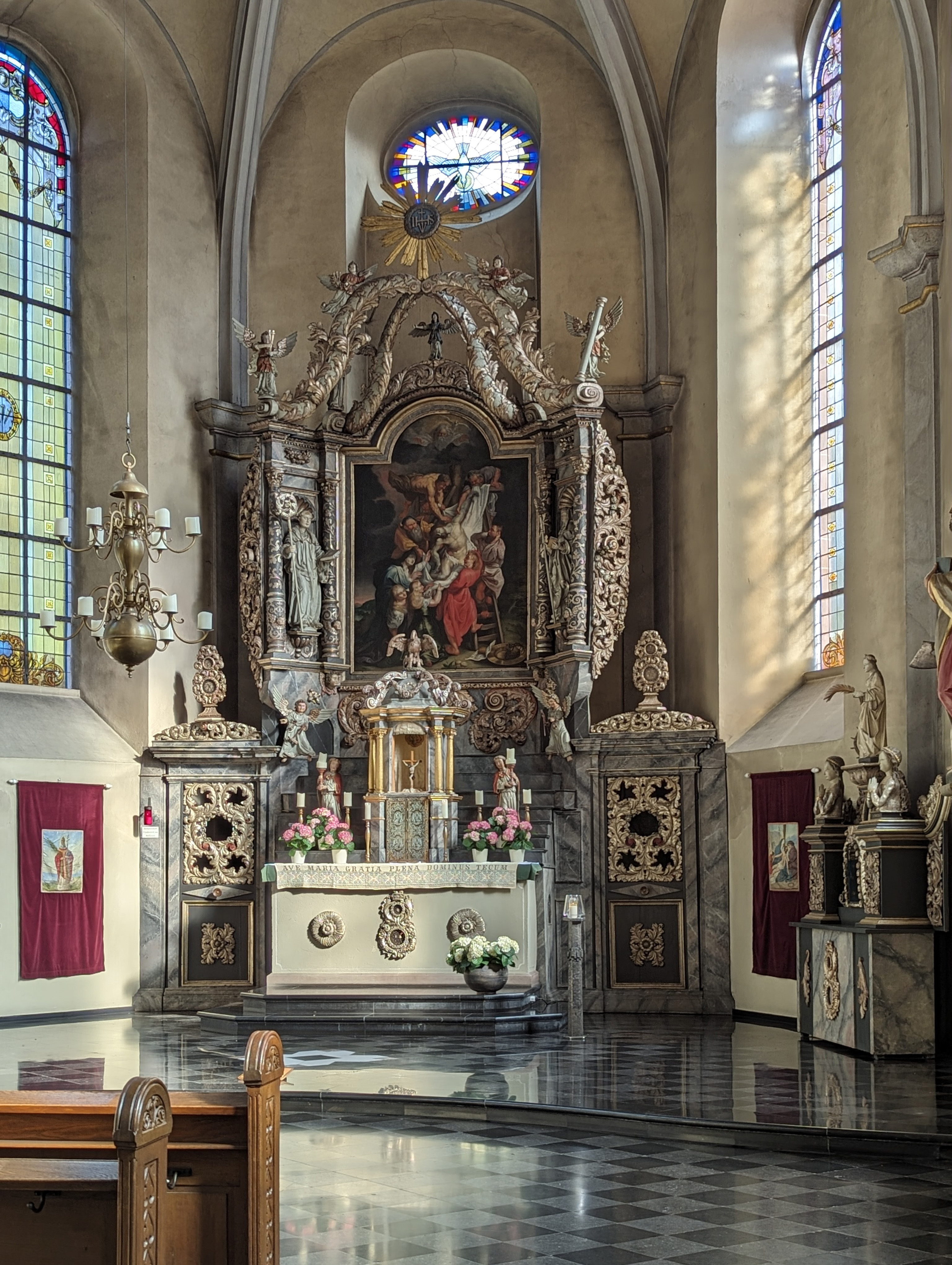
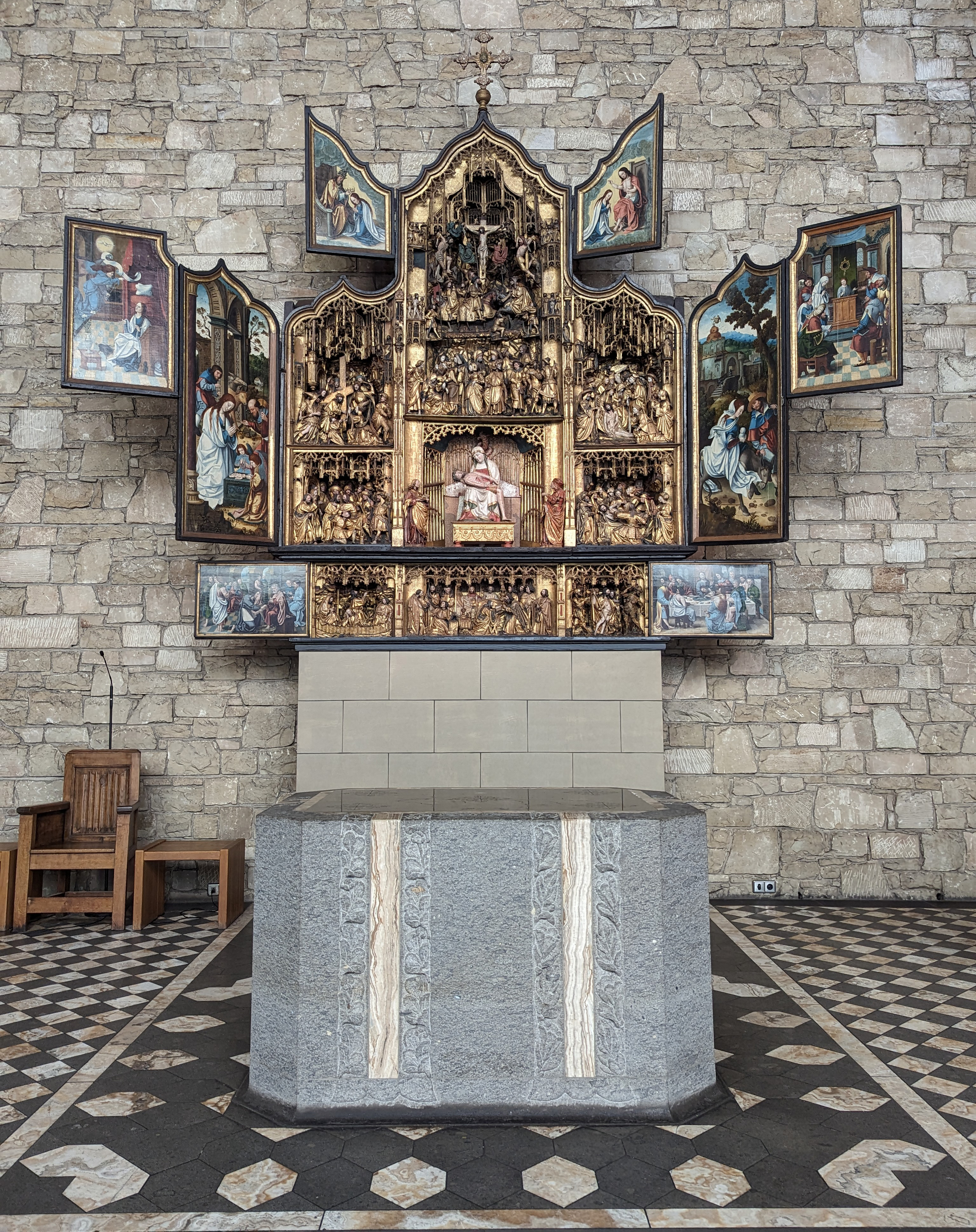
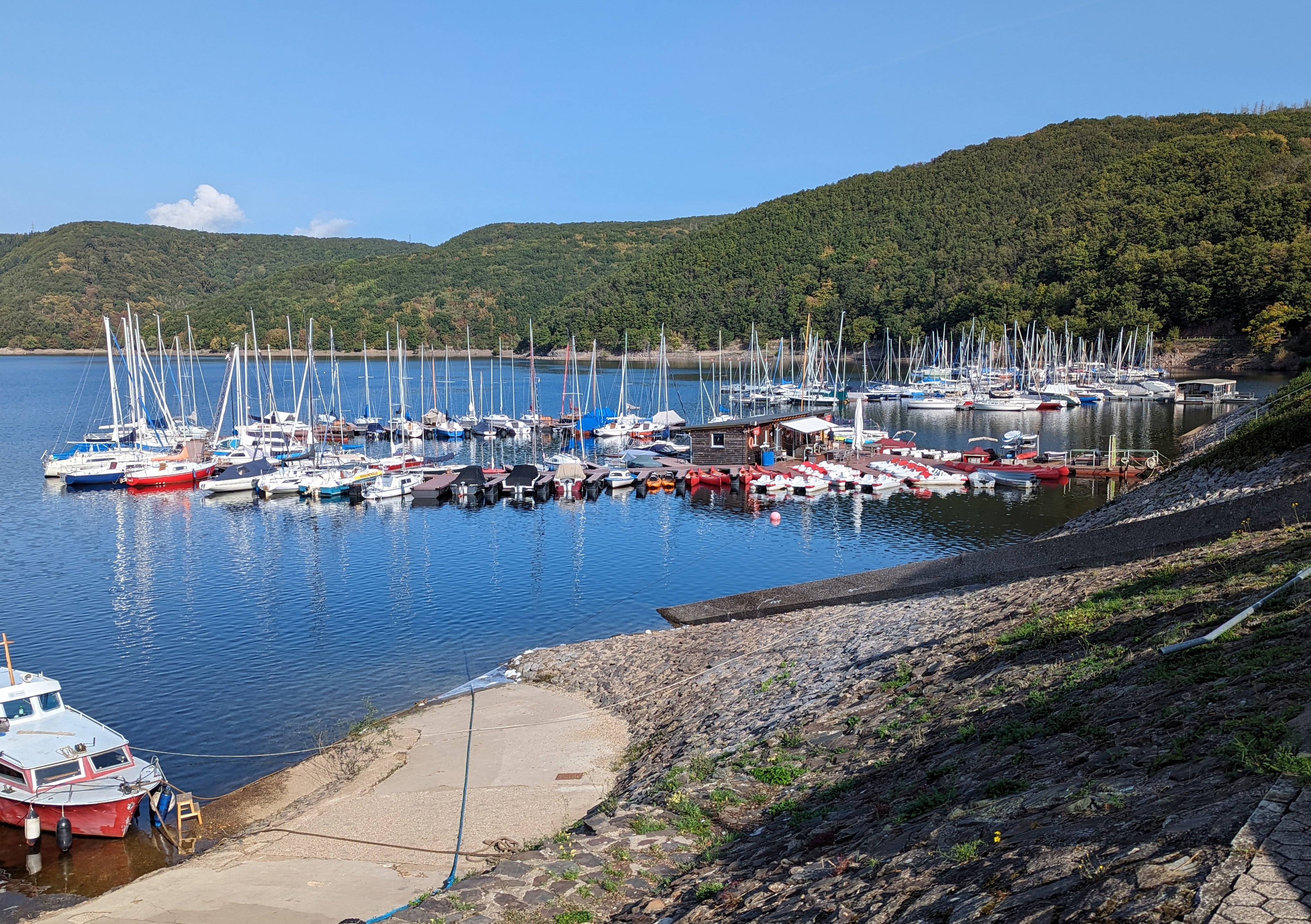
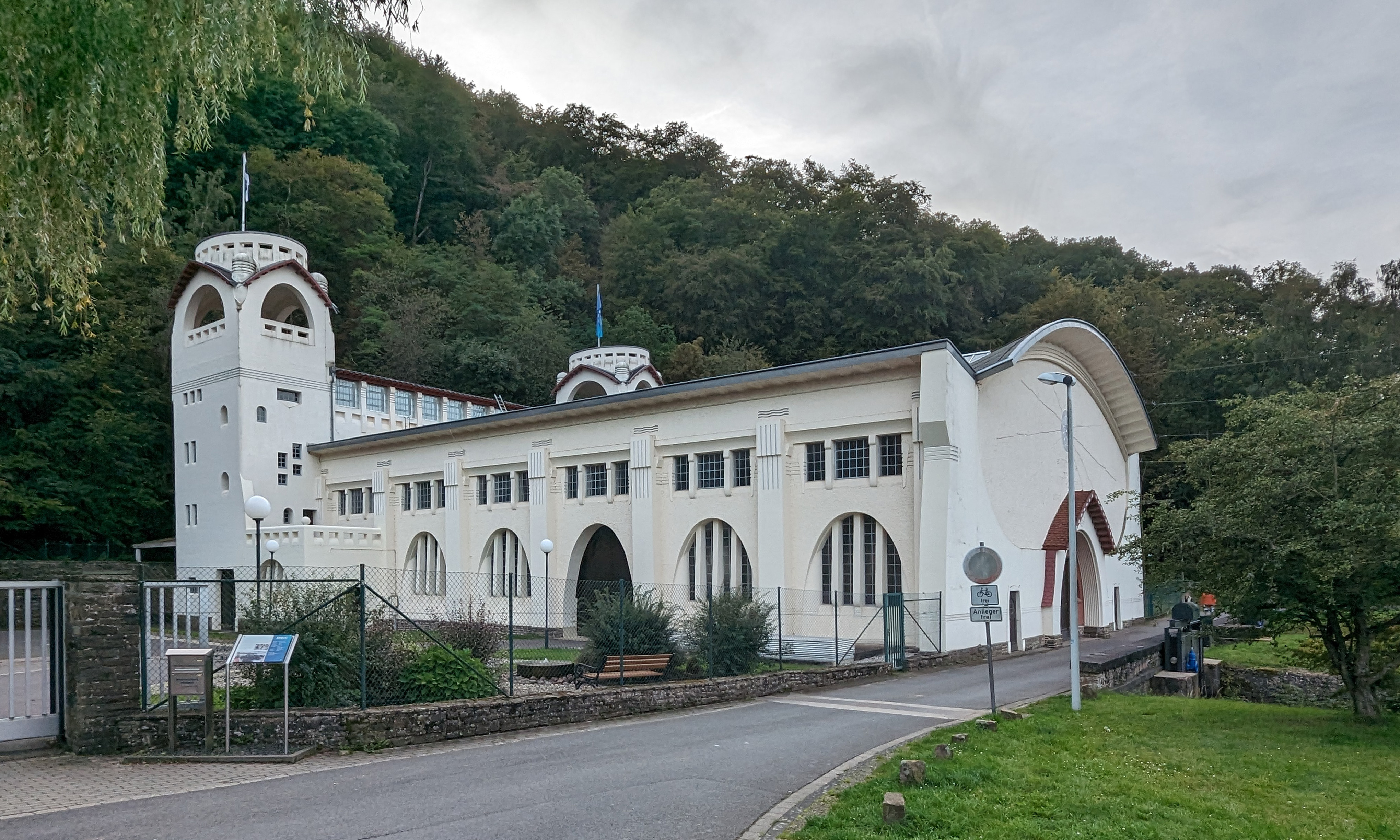
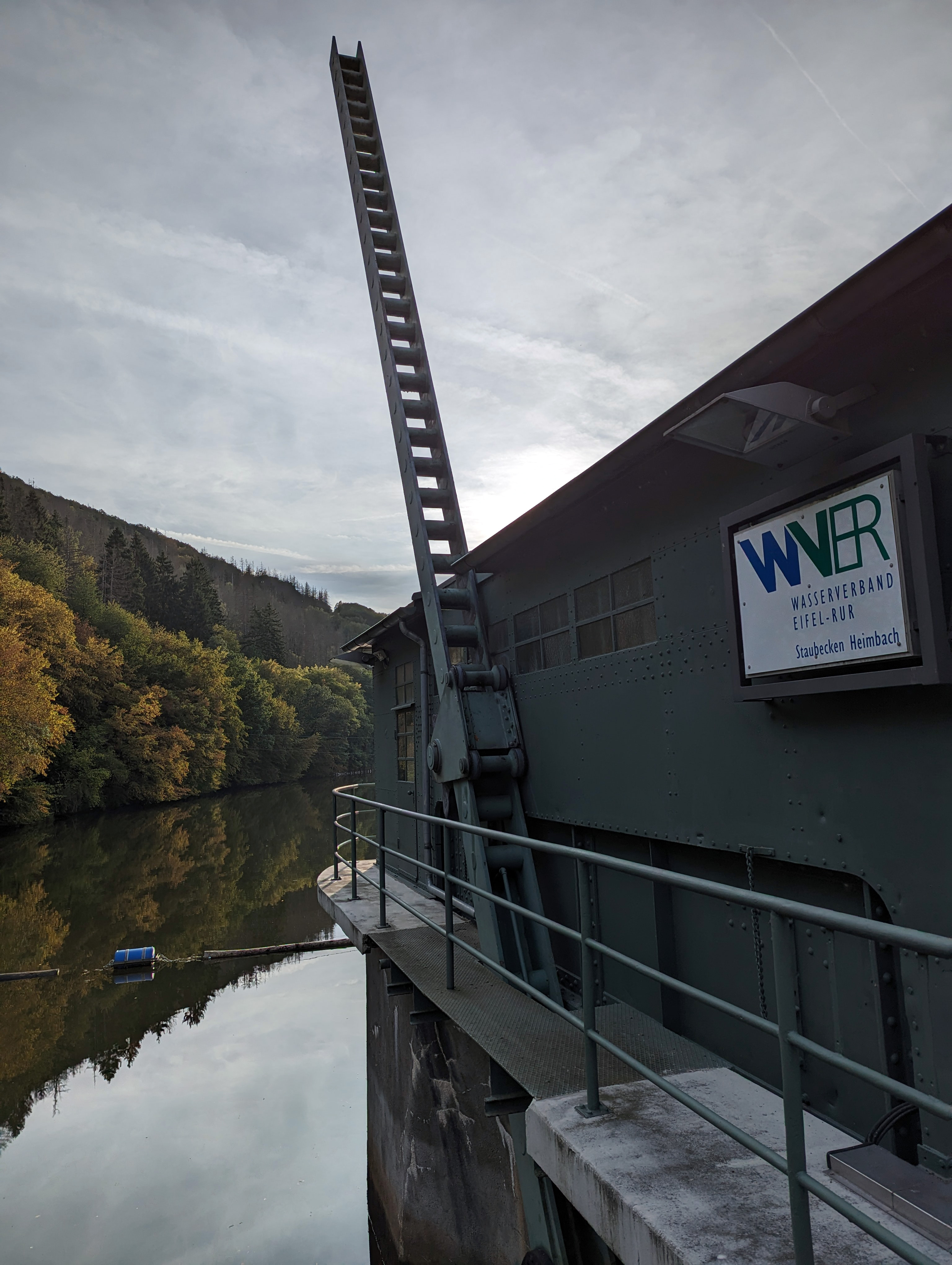
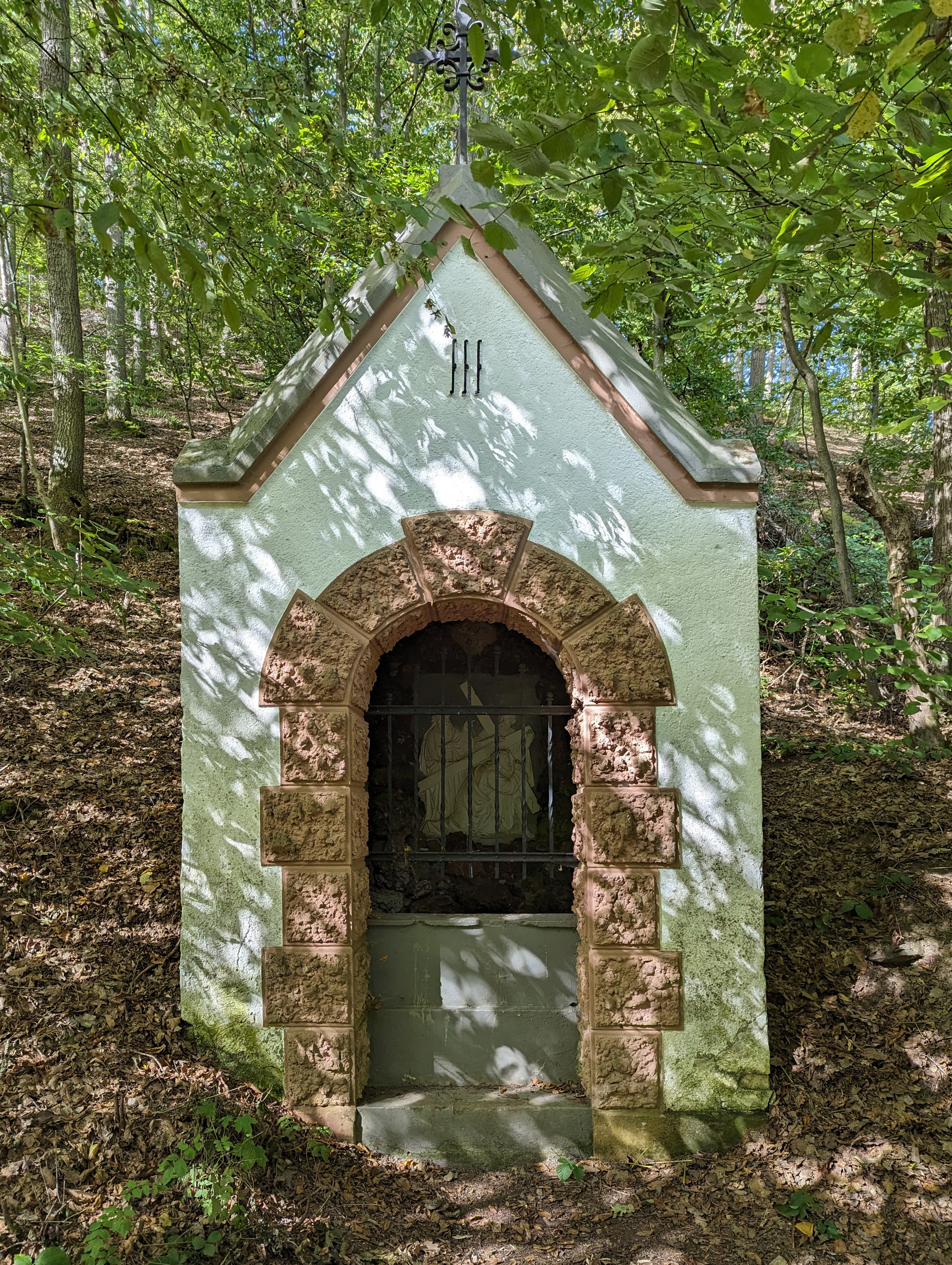
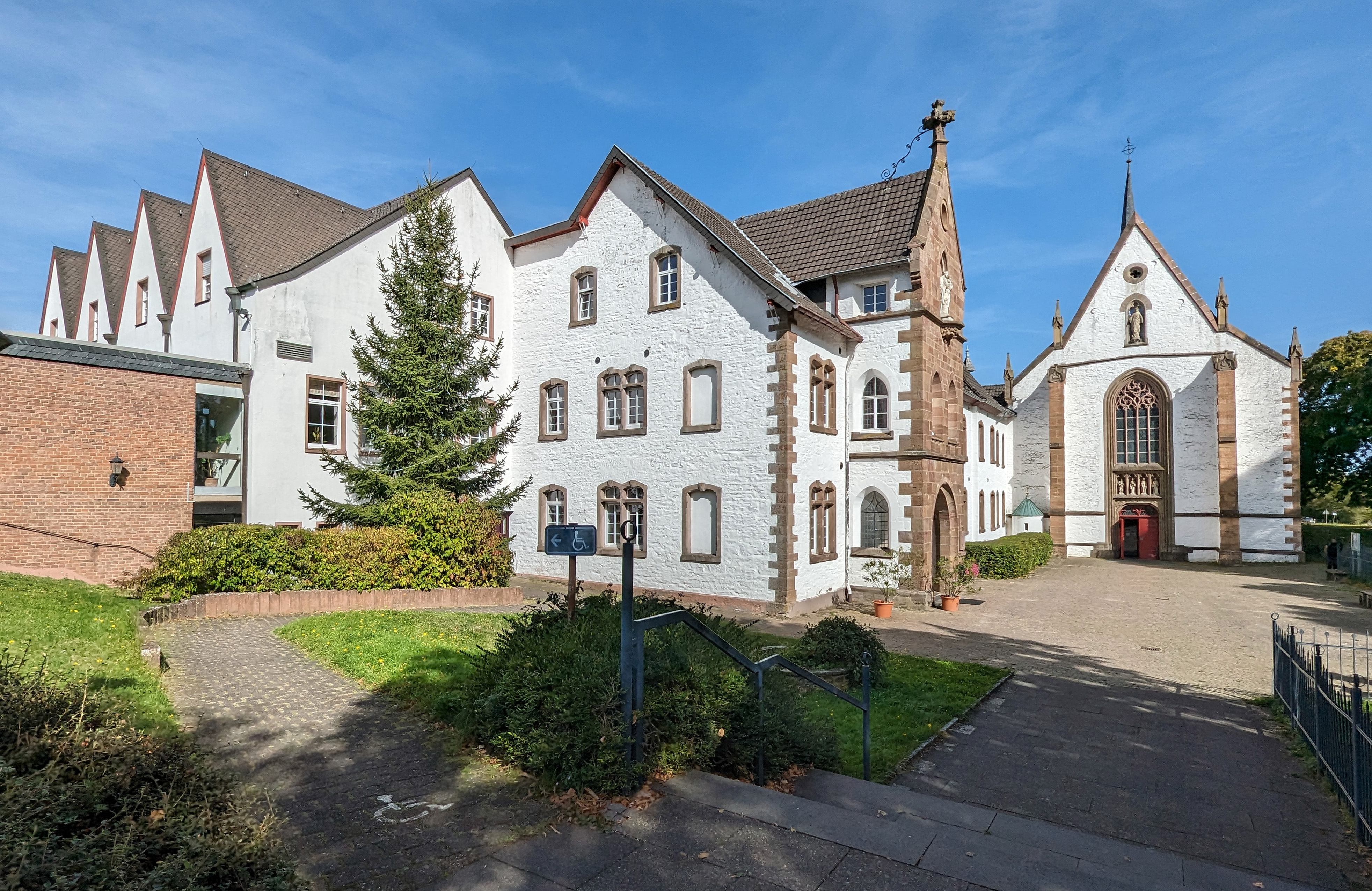